# Der falsche Prinz (film 1927)
Der falsche Prinz è un film muto del 1927 sceneggiato e diretto da Heinz Paul.

## Produzione
Il film fu prodotto dalla Lothar Stark-Film di Berlino.

## Distribuzione
Distribuito dalla Bayerische Film, uscì nelle sale cinematografiche tedesche presentato a Berlino il 1º dicembre 1927.